# Суй Веньцзін
Суй Веньцзін (кит.: 隋文静) — китайська фігуристка, що спеціалізується в парному катанні, олімпійська чемпіонка та медалістка, чемпіонка світу та володарка численних інших нагород. 
Срібну олімпійську медаль Суй здобула разом із Хань Цуном у парному катанні на Пхьончханській олімпіаді 2018 року. 
Пара Суй/Хань тричі вигравала юнацький чемпіонат світу та двічі юнацький Гранпрі. 

## Зовнішні посилання
- Картка пари Суй/Хань Міжнародного союзу ковзанярів [Архівовано 3 травня 2018 у Wayback Machine.]